# Boboszewo (Bułgaria)
Boboszewo (bułg. Бобошево) – miasto w Bułgarii, w obwodzie Kiustendił, siedziba gminy Boboszewo. W 2019 roku liczyło 1 145 mieszkańców.